# Draba ladina
Draba ladina är en korsblommig växtart som beskrevs av Braun-blanq. Draba ladina ingår i släktet drabor, och familjen korsblommiga växter. Inga underarter finns listade i Catalogue of Life.